# Wyk auf Föhr
Wyk auf Föhr (Deens: Vyk på Før; Nederlands: Wyk op Föhr) is een gemeente in de Duitse deelstaat Sleeswijk-Holstein, gelegen in de Kreis Noord-Friesland. Wyk is de grootste plaats op het Waddeneiland Föhr en telt 4.280 inwoners.
Een markant gebouw in het stadje is het streekmuseum Carl Häberlin-Friesen-Museum. Op de gevel staat met grote letters: DRIE SUSTERS, en de ingangspoort bestaat uit twee grote walvisbeenderen, zoals ook wel voorkomt voor huizen op Ameland. Ernaast staat het Haus Olesen, dat uit 1617 dateert. Het is een oude boerderij, die in 1927 in het naburige dorp Alkersum is afgebroken en in Wyk werd herbouwd. Het is als 17e-eeuws traditioneel boerenhuis ingericht.

## Geschiedenis
Voor de komst van het toerisme halverwege de 19e eeuw leefde de bevolking van het rond 1600 ontstane plaatsje Wyk van de zeevaart, de walvisvaart en de zeevisserij.
Vanaf ongeveer 1820 kwam het in de mode om ter verbetering of instandhouding van de gezondheid een kuur te ondergaan, waarbij men baden in zeewater nam. Hiervan profiteerden ook de huidige Duitse Waddeneilanden. Veel vooral welgestelde kuurgasten waren vanaf 1819 de pioniers van het toerisme op deze eilanden, wat nog altijd de hoofdpijler van de plaatselijke economie is.
Opgemerkt moet worden, dat Föhr, zoals het gehele Hertogdom Sleeswijk, tot aan de Tweede Duits-Deense Oorlog in 1864 onder het bestuur van Denemarken stond. Koning Christiaan VIII van Denemarken bezocht Wyk graag en liet er in 1843 een Koningstuin aanleggen.
Beroemde badgasten uit de 19e eeuw waren o.a. de schrijver Hans Christian Andersen en de componist Johann Strauss, die er in 1878 zijn huwelijksreis met zijn tweede vrouw doorbracht.
De piloot en latere Wehrmachtsbefehlshaber in den Niederlanden Friedrich Christiansen werd hier geboren. Christiansen werd in 1932 ereburger van Wyk. Na zijn vrijlating in 1951 werd zijn ereburgerschap hernieuwd (dit werd postuum in 2016 alsnog officieel ingetrokken) en werd in Wyk een straat naar hem genoemd. Deze vernoeming werd na hevige protesten uit Nederland en Denemarken later, in 1980, teruggedraaid.
Het voormalige dorp Boldixum, aan de noordwestkant van Wyk auf Föhr, is in 1924 een buitenwijk van het stadje geworden. De monumentale, 13e-eeuwse dorpskerk, de evangelisch-lutherse Sint-Nicolaaskerk is, o.a. vanwege de aanwezigheid van eeuwenoude grafzerken, bezienswaardig.

## Afbeeldingen

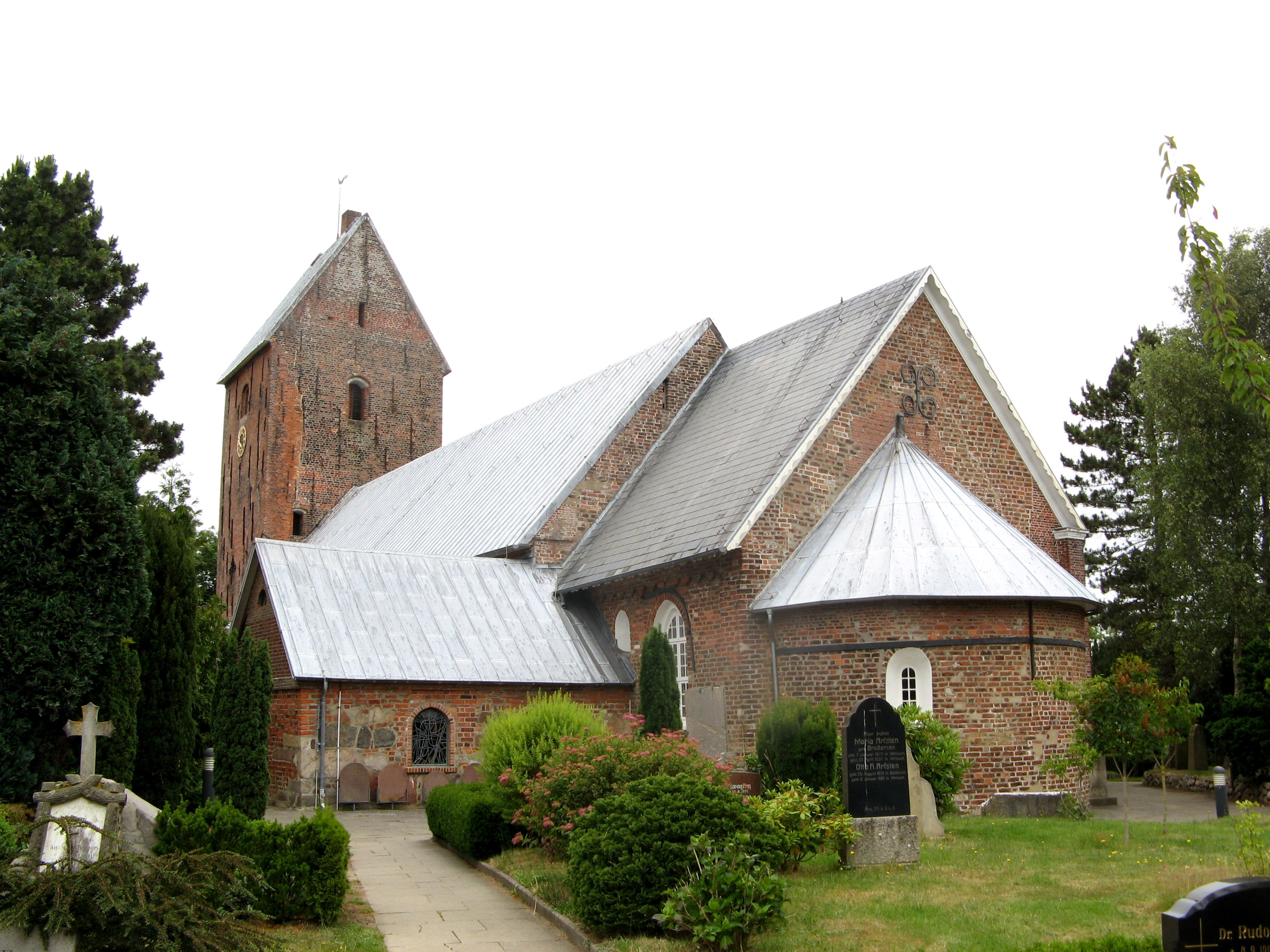
Sint-Nicolaaskerk te Boldixum
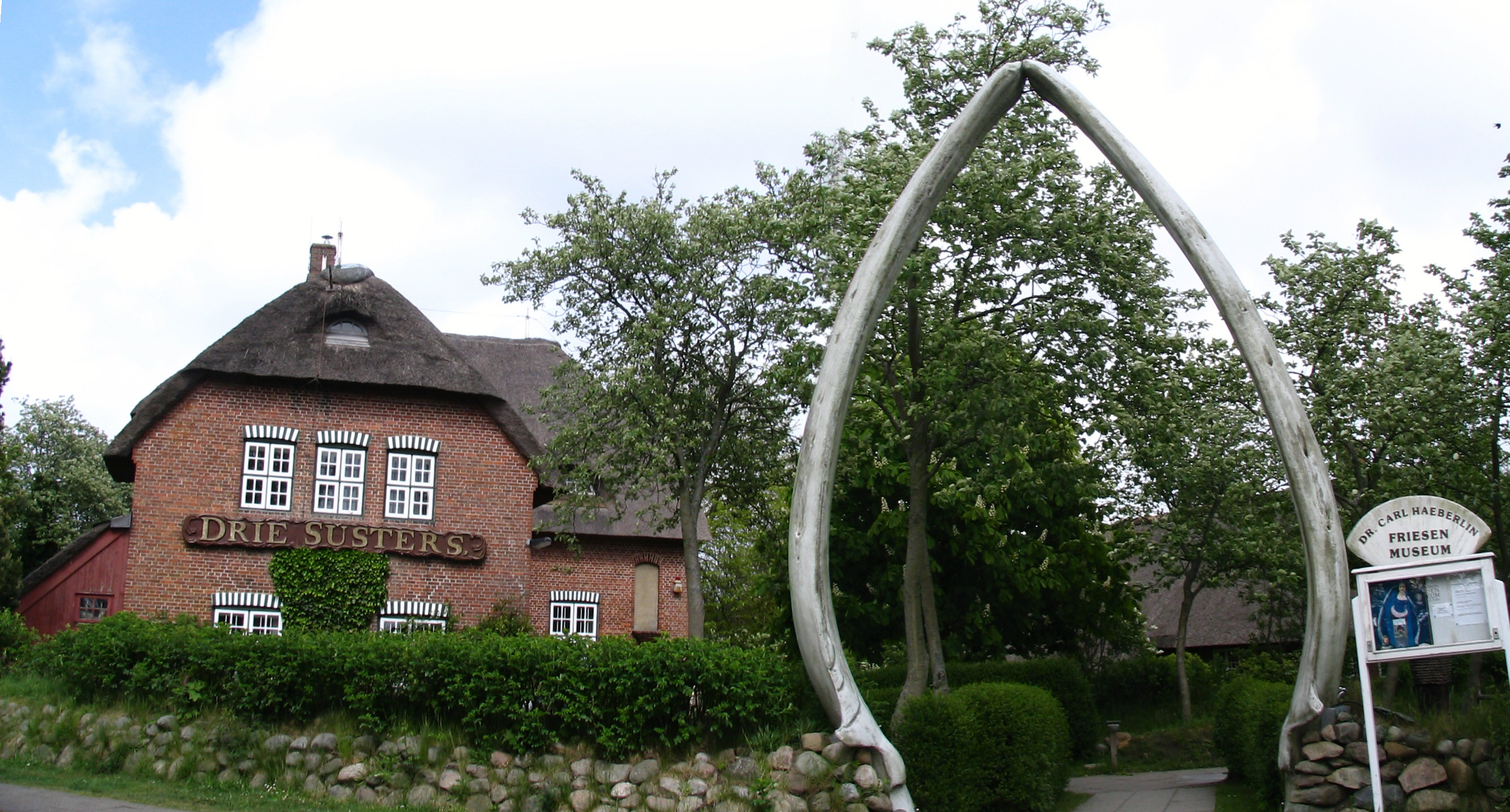
Friesenmuseum
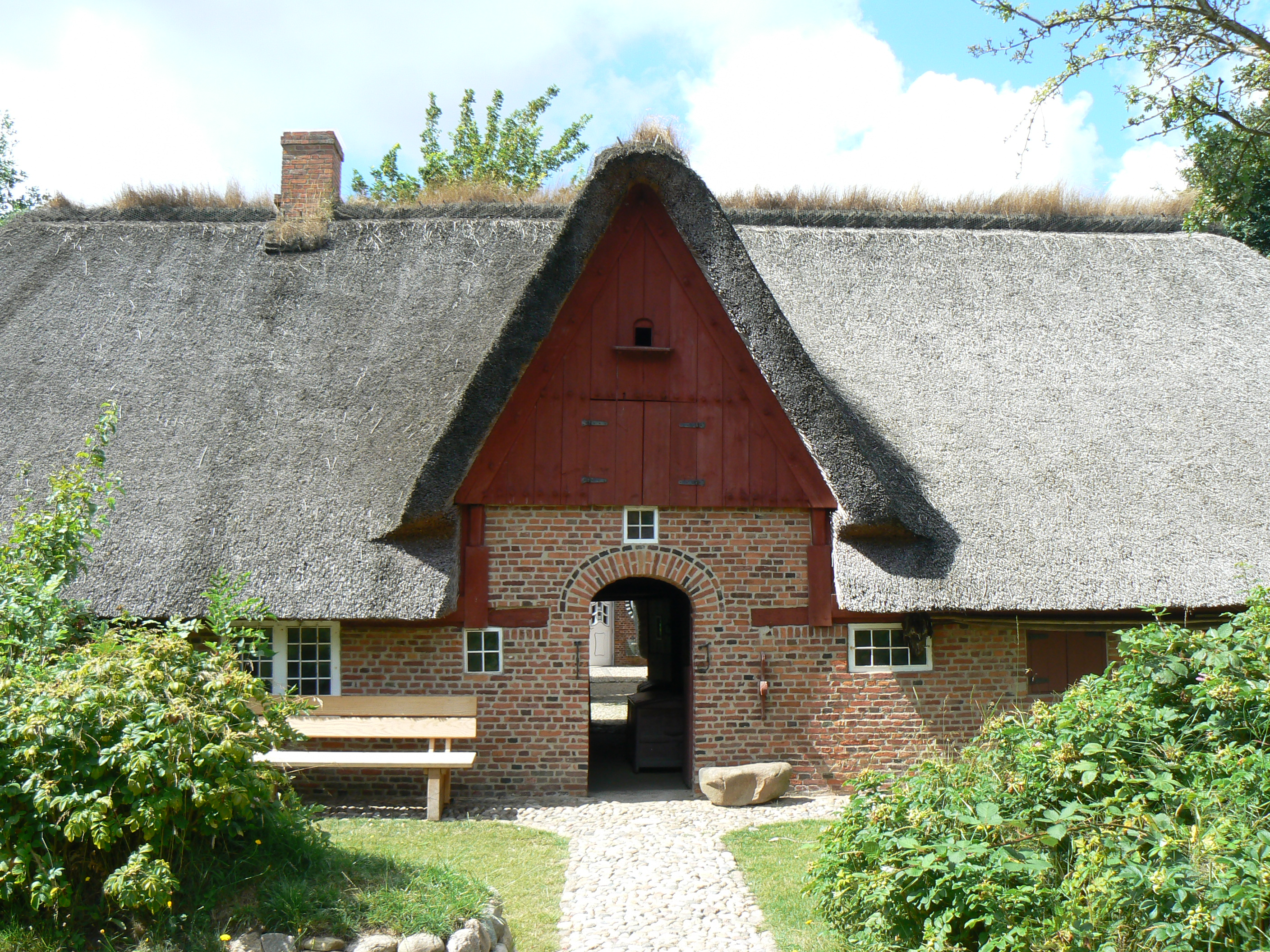
Het Haus Olesen naast dit museum
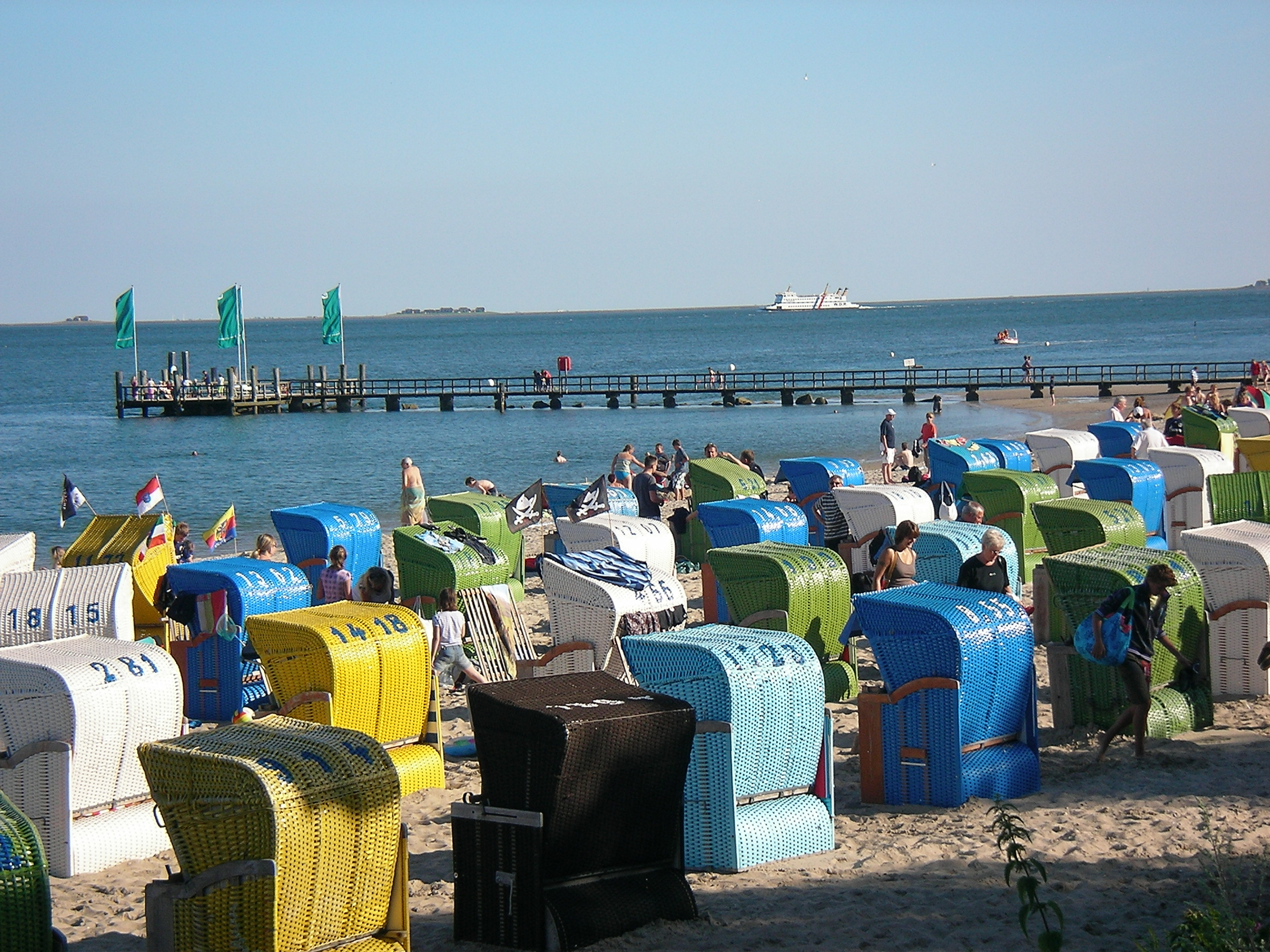
Ooststrand met de typische Duitse strandstoelen (Strandkörbe)
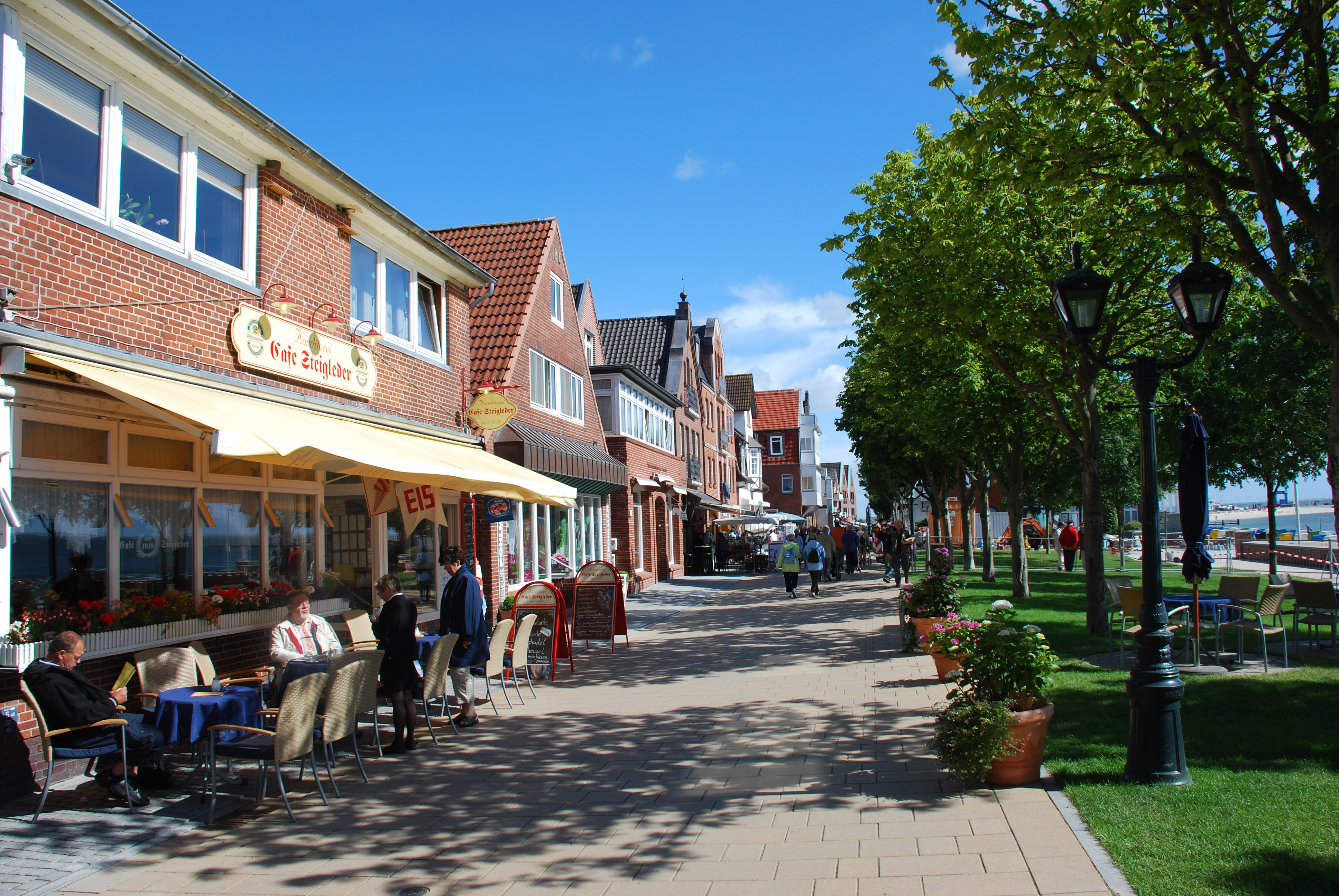
De wandelboulevard Sandwall
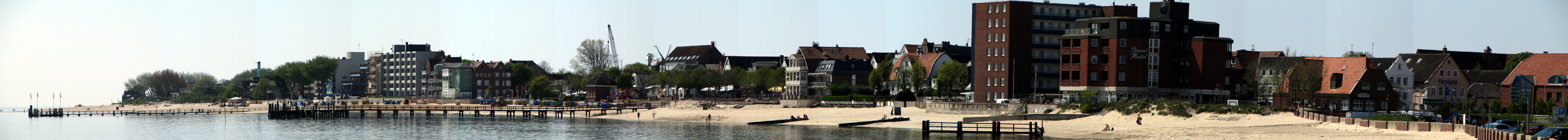
Panorama

## Bekende personen uit Wyk
- Stine Andresen (1849-1927), dichteres, schreef in het Duits en het Noordfries veel gedichten over het eiland
- Friedrich Christiansen (1879-1972), zie hierboven
- René Kollo (°1937), tenor

## Overige informatie
Wyk heeft een jumelage met Mittenwald in Beieren.
Achtrup ·
Ahrenshöft ·
Ahrenviöl ·
Ahrenviölfeld ·
Alkersum ·
Almdorf ·
Arlewatt ·
Aventoft ·
Bargum ·
Behrendorf ·
Bohmstedt ·
Bondelum ·
Bordelum ·
Borgsum ·
Bosbüll ·
Braderup ·
Bramstedtlund ·
Bredstedt ·
Breklum ·
Dagebüll ·
Drage ·
Drelsdorf ·
Dunsum ·
Elisabeth-Sophien-Koog ·
Ellhöft ·
Emmelsbüll-Horsbüll ·
Enge-Sande ·
Fresendelf ·
Friedrich-Wilhelm-Lübke-Koog ·
Friedrichstadt ·
Galmsbüll ·
Garding ·
Garding, Kirchspiel ·
Goldebek ·
Goldelund ·
Gröde ·
Grothusenkoog ·
Haselund ·
Hattstedt ·
Hattstedtermarsch ·
Högel ·
Holm ·
Hooge ·
Hörnum (Sylt) ·
Horstedt ·
Hude ·
Humptrup ·
Husum ·
Immenstedt ·
Joldelund ·
Kampen (Sylt) ·
Karlum ·
Katharinenheerd ·
Klanxbüll ·
Klixbüll ·
Koldenbüttel ·
Kolkerheide ·
Kotzenbüll ·
Ladelund ·
Langeneß ·
Langenhorn ·
Leck ·
Lexgaard ·
List ·
Löwenstedt ·
Lütjenholm ·
Midlum ·
Mildstedt ·
Nebel ·
Neukirchen ·
Nieblum ·
Niebüll ·
Norddorf auf Amrum ·
Norderfriedrichskoog ·
Nordstrand ·
Norstedt ·
Ockholm ·
Oevenum ·
Oldenswort ·
Oldersbek ·
Olderup ·
Oldsum ·
Ostenfeld (Husum) ·
Oster-Ohrstedt ·
Osterhever ·
Pellworm ·
Poppenbüll ·
Ramstedt ·
Rantrum ·
Reußenköge ·
Risum-Lindholm ·
Rodenäs ·
Sankt Peter-Ording ·
Schwabstedt ·
Schwesing ·
Seeth ·
Simonsberg ·
Sollwitt ·
Sönnebüll ·
Sprakebüll ·
Stadum ·
Stedesand ·
Struckum ·
Süderende ·
Süderhöft ·
Süderlügum ·
Südermarsch ·
Sylt ·
Tating ·
Tetenbüll ·
Tinningstedt ·
Tönning ·
Tümlauer-Koog ·
Uelvesbüll ·
Uphusum ·
Utersum ·
Viöl ·
Vollerwiek ·
Vollstedt ·
Welt ·
Wenningstedt-Braderup (Sylt) ·
Wester-Ohrstedt ·
Westerhever ·
Westre ·
Winnert ·
Wisch ·
Witsum ·
Wittbek ·
Wittdün auf Amrum ·
Witzwort ·
Wobbenbüll ·
Wrixum ·
Wyk auf Föhr